# 티맥스 (소프트웨어)
티맥스(Tmax, Transaction MAXimization의 약칭)는 분산된 환경에서 다른 기종 컴퓨터 간의 트랜잭션 처리와 부하분산 동작을 처리하고 오류가 발생할 때 그에 알맞은 조치를 담당하는 티맥스소프트의 TP모니터(TP-Monitor) 제품이다.

## 주요 특징
- 분산 트랜잭션 프로세싱의 국제 표준인 X/Open DTP모델 준수
- 국제 표준기구 OSI의 DTP 서비스에 대한 기능적 분산과 기능구성 요소간 API 및 시스템 인터페이스 정의
- 분산환경의 이기종간 투명한 업무 처리 및 OLTP 지원
- 트랜잭션 처리의 ACID특성을 만족

## 같이 보기
- 티맥스소프트
- TP모니터